# Горња Марна
Горња Марна (фр. Haute-Marne) департман је у северозападној Француској. Припада региону Шампања-Ардени, а главни град департмана (префектура) је Шомон. Департман Горња Марна је означен редним бројем 52. Његова површина износи 6.211 km². По подацима из 2010. године у департману Горња Марна је живело 184.039 становника, а густина насељености је износила 30 становника по км².
Овај департман је административно подељен на:
- 3 округа
- 32 кантона и
- 432 општина.

## Демографија
| 1999.   |
| ------- |
| 194.873 |